# Cementizio
Opus Caementicium é um material de construção utilizado na Roma Antiga, conhecido como cimento romano, natural, obtido partir da calcinação a 1000ºC de rochas naturais.
O Opus Caementicium é constituído de uma mistura de argamassa e di cæmenta, ou seja, pedras brutas ou fragmentos de pedra (grosso modo, cascalho e entulhos). A argamassa por sua vez era formada pela cal misturada com areia ou pozzolana, um tipo de poeira vulcânica, particularmente comum nas regiões italianas do Lácio e da Campânia.